# District de Szécsény
Le district de Szécsény (en hongrois : Szécsényi járás) est un des 10 districts du comitat de Nógrád en Hongrie. Il compte 19 537 habitants et rassemble 14 localités : 13 communes et une seule ville, Szécsény, son chef-lieu.
Cette entité existait déjà auparavant jusqu'en 1978.

## Localités
- Endrefalva
- Hollókő
- Ludányhalászi
- Magyargéc
- Nagylóc
- Nógrádmegyer
- Nógrádsipek
- Nógrádszakál
- Piliny
- Rimóc
- Szalmatercs
- Szécsény
- Szécsényfelfalu
- Varsány